# Paul Hildenbrand
Paul Hildenbrand (* 24. Oktober 1904 in Berkheim, Kreis Esslingen; † 11. September 1971 in Esslingen am Neckar) war ein deutscher Maler.

## Leben
Hildenbrand war ein Kunstmaler und freischaffender Künstler. Er absolvierte ein Studium bei Otto Pankok und Hermann Gradl sowie 1925–1927 in der Tiermalklasse von Heinrich von Zügel. Er lebte von 1929 bis 1971 in Reichenbach an der Fils. Hildenbrand war Ehrenmitglied in der Gesellschaft der Zügelfreunde Wörth am Rhein und bei der Academy of the Arts in Danbury. Mit Gemeinderatsbeschluss vom Dezember 1974 wurde die Bismarckstrasse in Esslingen-Berkheim zu seinen Ehren in Hildenbrandstrasse umbenannt.

## Werk
Hildenbrand, der auch der „Maler der Schwäbischen Alb“ genannt wurde, schuf vorwiegend naturalistische Ölgemälde und Aquarelle, aber auch abstrakte Grafiken, Glasmalereien und Kunstwerke in Freskotechnik gehören zu seinem Œuvre. Die Bodensee- und Meeresbilder, hauptsächlich Aquarelle, zeugen vom intensiven Studium des Wassers in der Bewegung. Duftig und farbenfroh, beweisen vor allem die Aquarelle in ihrer Durchsichtigkeit, dass Paul Hildenbrand mit sparsamsten Mitteln seine Aussage überzeugend vortragen konnte. Hildenbrand schuf außerdem zahlreiche Landschafts- und Tierbilder sowie Stillleben. Seine in Öl komponierten Landschaften sind stark vom Impressionismus beeinflusst. Mitte der 1960er Jahre wandte er sich für eine kurze Zeit der expressionistischen und surrealistischen Stilrichtung zu. Studienreisen durch Frankreich, Spanien, Italien, Ungarn, nach Skandinavien und in die USA erweiterten den Blick und vertieften seine künstlerische Reife. Bekannt im In- und Ausland wurde Hildenbrand durch Kunstausstellungen in Deutschland, Monaco und in den USA.

## Ausstellungen
- 2. bis 14. August 1958 in Stuttgart, Charlottenplatz, Galerie Senatore
- 11. August bis 4. September 1966 in Tübingen, Brunnenstraße 3, Technisches Rathaus
- 9. bis 24. April 1968 in Fellbach, Paul-Gerhardt-Haus
- 3. Mai bis 26. Mai 1969 in Baden-Baden, Galerie „K“
- 16. Juli bis 26. Juli 1970 in Stuttgart, Galerie Greiner im Hindenburgbau

## Preise
1970 Preisdiplom der Internationalen Ausstellung für Graphik in Monte Carlo